# Нога (фильм)
«Нога́» — советский фильм Никиты Тягунова 1991 года о последствиях афганской войны. В основу сценария лёг одноимённый рассказ Уильяма Фолкнера, интерпретированный кинодраматургом Надеждой Кожушаной. Музыка Олега Каравайчука. В главной роли снялся Иван Охлобыстин (под псевдонимом Иван Чужой), для которого фильм стал дебютом в качестве киноактёра. В роли его брата выступил Пётр Мамонов.

## Сюжет
СССР, 1980 год. Московские студенты Валера Мартынов (Мартын) и Рыжий попадают в армию. Службу они проходят в Таджикистане, где выполняют скучные поручения, но, при этом, нисколько не теряя оптимизма. Однажды друзья, выполняя очередное задание, сломали лопату и позаимствовали другую у местного жителя, который жил вместе со своей сестрой, Камиллой. Между ней и Мартыном возникает симпатия. Юноша дарит ей водяную мельницу, сделанную из консервной банки.
Спустя некоторое время Мартын и Рыжий оказываются на войне в Афганистане. Патрулируя территорию, экипаж замечает ящик, на котором кириллицей было написано «Бакшиш шурави» (в переводе на русский «подарок советским солдатам»). В этих ящиках афганцы клали куски тел попавших в плен и после расчленённых солдат. Заглянув внутрь, Мартын узнаёт Рыжего. Без ведома начальника отряда он крадёт БМП и мстит за друга, разрушая мирную деревню. Но Мартына обстреливают из РПГ. Тяжело раненого его доставляют в госпиталь, где ему ампутируют правую ногу.
В больнице Мартына мучают фантомные боли и снятся кошмары. Ему постоянно видится призрак Рыжего, которого Мартын просит найти и убить свою отрезанную ногу. Тем временем одна из медсестёр замечает Мартына с двумя ногами и приходит в ужас. Также Мартын оказывается замечен возле дома Камиллы. Во время очередного пришествия призрак Рыжего сообщает другу, что Камиллы больше нет. Кроме того, Мартына разыскивает по всей стране неизвестный.
Мартын, волею случая, получает себе протез и выписывается из больницы. Он уезжает в первый пришедший на ум город, коим оказался Рыбинск, и устраивается на работу в военкомат. Мартына навещает его старший брат, привозит ему вещи и помогает материально. Увидев брата, он замечает, как тот изменился: Мартын стал более сентиментальным, замкнутым, а война искалечила его не только снаружи. После отъезда старший брат в тамбуре поезда громко кричит от безысходности.
Тем временем Мартына находит тот самый неизвестный и пытается убить, но Мартын спасается благодаря протезу. Этим неизвестным оказался брат Камиллы, который искал Мартына, желая отомстить за сестру, о чём Мартын узнаёт от следователя. Также выясняется, что Мартын подозревается в убийстве Камиллы: несмотря на то, что в то время он лежал в госпитале, его видели возле её дома, а также был слышен его смех. Следователь отпускает Мартына, но тот крадёт у следователя свою фотографию, которую нашли у Камиллы. Вернувшись домой, он в ужасе осознаёт, что его нога действительно ожила, материализовалась и убила Камиллу.
Взяв пистолет, Мартын приезжает в Таджикистан и находит сгоревший дом Камиллы (её брат сжёг его, когда покидал дом). Увидев сделанную им мельницу, он в отчаянии пинает её, а затем сидит в одиночестве. Тут со скалы спускается Нога — двойник Мартына, и начинает громко смеяться над Валерой. Не желая этого больше видеть, Мартын со словами: «Кайф. Кайф. Чтоб вы знали», стреляется.

## Авторы

### Съёмочная группа
- Сценарист: Надежда Кожушаная
- Режиссёр: Никита Тягунов
- Оператор: Сергей Любченко
- Композитор: Олег Каравайчук
- Продюсер: Александр Михайлов
- Директор: Ренат Давлетьяров
- Художники: Николай Сахаров, Владимир Ерофеев
- Монтаж: Вера Остринская
- Звукооператор: Юрий Галяткин[1]

### В ролях
| Актёр                                                | Роль                                                |
| ---------------------------------------------------- | --------------------------------------------------- |
| Иван Охлобыстин (под псевдонимом Иван Чужой)         | Валерий Петрович Мартынов (Мартын), двойник Мартына |
| Пётр Мамонов                                         | Николай, брат Мартына                               |
| Иван Захава                                          | Рыжий                                               |
| Наталья Петрова                                      | Камилла                                             |
| Фархад Махмудов                                      | Брат Камиллы                                        |
| Людмила Ларионова                                    | соседка тётя Люда                                   |
| Шерали Абдулкайсов                                   | следователь                                         |
| Оксана Мысина                                        | сотрудница Анжелика                                 |
| Елена Гольянова, Наталья Каширина, Надежда Кожушаная | медсёстры в госпитале                               |

## История создания

### Написание сценария
Молодой режиссёр-дебютант Никита Тягунов задумал экранизировать рассказ «Нога» американского писателя Уильяма Фолкнера и предложил эту идею кинодраматургу Надежде Кожушаной. В процессе обсуждения материала создатели фильма пришли к выводу, что идею Фолкнера необходимо положить на конкретную тему, и это должна быть русская тема, и персонажи с определённым менталитетом. Речь пойдёт о любой бессмысленной, неправедной войне. Начинали думать про 1917 год в России, но позже решили брать более близкий к настоящему времени материал. Так возникла тема афганской войны.
Материал этой войны был знаком Надежде Кожушаной по рассказам её друга, писателя Сергея Рядченко, который как-то раз, когда они вместе учились на Высших курсах сценаристов и режиссёров, выбрал её в буквальном смысле для исповеди, и рассказал ей многое о своём участии в этой войне. В начале 1980-х годов эта тема была не подлежащей разглашению. Помня его боль, Надежда согласилась заниматься афганской темой.
В процессе работы выяснилось, что написанного материала хватает на полнометражный фильм, а не фильм-дебют, как первоначально задумывал Никита Тягунов. Совершенно случайно заявка на фильм попала к Александру Александрову, главному редактору Центра кино и телевидения для детей и юношества Ролана Быкова. Прочитав заявку, Быков тут же решил: «Никаких дебютов — это моя картина». Производство фильма было запущено на его студии 12А.
В процессе написания сценария создатели фильма узнали большое количество фактов о войне. Консультантами были рядовые солдаты.

### Подбор актёров
На роль главного героя, Мартына, было попробовано около восьмидесяти человек. На роль друга Мартына, Рыжего, подобрали актёра Ивана Захаву, с характерным профилем — орлиным носом. Эту особенность решено было обыграть в самом начале фильма, в эпизоде, где друзей во дворе дома на улице стригут девушки. Мартына зовут уходить — он отвечает: «Сейчас, только Рыжему нос подрежу!»
Главный герой картины все ещё не появлялся. Тогда оператор-постановщик Сергей Любченко позвал на пробы своего соседа по общежитию ВГИКа, учащегося тогда на режиссёрском факультете Ивана Охлобыстина, так объяснив задачу: «Нужно сыграть демона соцреализма». К тому времени Охлобыстин снял уже два короткометражных фильма, получил призы. Появившегося неожиданно на пробах, его назвали чудом и утвердили, так как он показал себя яркой личностью с нестандартным мышлением.
После этого появилась проблема с ролью брата Мартына, так как партнёра для Ивана было подобрать практически невозможно. Никита Тягунов предложил эту роль своему другу Петру Мамонову.

### Съёмки
Съёмки фильма проходили в Крыму и в Рыбинске, долго и сложно. Был момент в процессе, когда картина была под угрозой закрытия. Но Ролан Быков волевым решением назначил директором картины молодого амбициозного Рената Давлетьярова. Ренату было тогда двадцать пять лет, это была его первая картина. До сих пор он считает эти съёмки самыми сложными в своей карьере. Тогда ему удалось возобновить процесс съёмок и довести его до конца.
В процессе создания картины Иван Охлобыстин многое придумывал сам для развития своей роли. Например, деталь — склад одинаковых жёлтых рубашек в чемодане у Мартына и многое другое.
Иван Охлобыстин: 
Режиссёр Никита Тягунов был интеллигентным мягким человеком. На съёмках он подходил ко мне и тихо говорил: «Ванечка, мне бы хотелось, чтобы сейчас люди почувствовали, что тебе дико одиноко в этой странной ситуации…» — потом раз тридцать извинялся за свою просьбу и уходил к режиссёрскому креслу…

## Художественные особенности
В картине отсутствуют боевые сцены, атмосфера и главная мысль переданы другими способами. Изменившийся внутренний мир человека, прошедшего через войну, показан через его отношения с внешним миром. Главный герой находится непосредственно на войне лишь небольшую часть фильма. Но боль героя, изменение его сознания и образа жизни, показанные после, точнее и глубже отражают идею абсурда любой неправедной войны, и войны в принципе.
В фильме отсутствуют так называемая «чернуха», натурализм и эпатаж. Красота природы военных мест, куда возвращается Мартын в финале фильма, уже изменившийся, хромающий на протезе и с палочкой, одетый торжественно в костюм — подчеркивает ценность и красоту жизни, усиливает ощущение надломленности души главного героя. Неслучайно его проход по горам под вальс Олега Каравайчука на место убийства Камиллы, место, где он первый раз её увидел и влюбился, место, где живёт его двойник — зло, которое ушло из него с отрезанной ногой, показан так длинно и намеренно красиво.

### Музыка
Композитор Олег Каравайчук записал для фильма новую интерпретацию своего «Вальса Екатерины Великой с фаворитами». Этот же вальс прозвучал позднее в документальном фильме о Николае II. Композитор утверждал, что для главного героя картины, одноногого, необходим именно вальс. И убеждал в этом режиссёра Никиту Тягунова, часами наигрывая ему вальс по телефону (хотя расслышать что-то было довольно сложно). Композитор оказался прав — вальс раскрывает внутреннее состояние героя.
В процессе переосмысления музыки к фильму композитор предъявил директору и звукооператору длинный список необходимых ему шумов, которые он потом использовал в процессе записи: от звуков горящей мечети до шороха гремучей змеи, ползущей по песку. Директор картины Ренат Давлетьяров упрощал некоторые запросы без ведома композитора. Например, было представлено звучание не каких-то конкретных сверчков, по причине их особого ни с чем не сравнимого звучания, а просто запись сверчков, которую удалось достать.

### Факты о фильме и его создании
- Главной ценностью картины создатели посчитали безоговорочное принятие её самими ветеранами афганской войны[4].
- На кинофестивалях звучало мнение о том, что это «лучший антивоенный фильм мира»[4].
- Стихотворение, которое в финале фильма читает герой Ивана Охлобыстина, написал друг Надежды Кожушаной писатель Сергей Рядченко, прошедший афганскую войну.

Чайка села на волну, и волна её качала.
Мне б вернуться на войну, чтоб на сердце полегчало.
Посмотрев фильм, он спросил Кожушаную: «Какое право ты имеешь чувствовать так же?»
- В сценах в госпитале участвовали настоящие солдаты. Один без обеих ног, двое — без правых. В титрах к фильму было сказано «консультанты: рядовые». Цензурой это было запрещено и убрано из титров[4].
- На афганской войне существовало много извращённых способов убийства советских солдат моджахедами. Для постановки сцены убийства Рыжего, друга главного героя, нужно было выбрать один. Никита Тягунов узнал пять вариантов и рассказал их Надежде Кожушаной, которая выбрала для фильма наименее жестокий[4].
- В телеверсии фильма обычно бывает заглушён звук во время монолога брата Мартына в поезде в исполнении Пётра Мамонова, а также текст частушки, которую солдаты поют в госпитале, несмотря на то, что оригинальный текст содержит в каждом случае только по одному нецензурному слову, а монолог Мамонова по замыслу является ключевым моментом фильма.[источник не указан 1639 дней]
- В картине было большое количество дебютов, причём в основных позициях: режиссёр-постановщик, оператор-постановщик, актёр — исполнитель главной роли, директор картины[7].

## Цитаты от авторов фильма
- Никита Тягунов об Охлобыстине и Мамонове[2]:

Ваня сразу объявил: «Никита, я не актёр, я — чудовище». В этом я имел удовольствие убедиться: во время съёмок это счастьице объявило меня идиотом, а после просмотра заявило, что я поколебал его эстетические устои. Надежда звала его «божественная обезьяна». В нём такое количество энергии, совершенно фантастической и не всегда направленной в нужную сторону, что удивительно, как он до сих пор сидит в кресле, а не на шкафу или не бегает по потолку… Найти ему партнёра — проблема. Только поэтому маленькую роль брата я рискнул предложить очень занятому Пете Мамонову, с которым дружен. Петя ответил, что материал совершенно не его, но если мне нужно, он сыграет. Действительно, безумная история безумно далека от Мамонова, несмотря на его безумный облик. Зато столкнулись две индивидуальности, яркие, да ещё нерассчитанно — вдруг! — похожие.
- Надежда Кожушаная из статьи «Я — пас»[8]:

Мы с Никитой Тягуновым влезли по уши в Афганистан. Мы — познали. Поверьте, это знание не даёт силы. Это знание — разрушает. ⟨…⟩ Снимать Афганистан как войну — это преступление.
- Иван Охлобыстин, Экран, 1992 г.[2]:

В принципе с самого начала было понятно, что здесь нужно. Война делает людей искренними, а я знаком с такими людьми. Петя Мамонов тоже искренний, сейчас это очень редко в людях. Меня в фильме как бы четыре человека, все Искренние: студент в шиллеровской шляпе, искренний солдат, демон соцреализма и последний — САМА ИСКРЕННОСТЬ. САМА ИСКРЕННОСТЬ — самая кайфовая. Картина поколебала моё представление о реальности — я думал, ничего не получится.
- Иван Охлобыстин, Москва 24, 1 ноября 2012 г.[9]

Удалось выявить самое главное. То тоскливое чувство душевной недостаточности, которое свойственно людям, прошедшим тяжёлыми военными стезями. Ко мне подходили служащие ранее в Афганистане солдаты, я не скажу, что они были интеллектуалы, потому что фильм-то всё-таки серьёзный, умный, но тем не менее, они почувствовали сердцем, что это о том. Нам удалось достичь этого чувства, которое испытывают люди, вернувшиеся с войны.

## Кинокритика
Наталья Ртищева, кинокритик, «Экран», № 4, 1992 г.:
Понимаю, что отношусь к фильму «Нога» пристрастно, но я совершенно убеждена, что это картина гениальная. Эта иррациональная, с моментами леденящего натурализма история имеет глубокий и простой смысл. Это фильм-покаяние, искупление вины перед поколением, у которого война отняла душу. Выжившие, они остались на той войне. 
Авторы вернули нам её фантомные боли. Они сумели почувствовать то, что чувствовали мальчики в афганских госпиталях, потому что пропустили их фантомные боли через собственную кровь. 
Не знаю, как удалось им наполнить экран этой болью. Какими красками неактёр Иван Чужой (он закончил режиссёрский курс во ВГИКе) нарисовал почти психиатрический портрет московского мальчика, изуродованного, расстроенного войной. Для меня вообще многое в этом фильме осталось за чертой необъяснимого. Наверное, такое случается, когда кино начинает им быть. Кино отчаянного мужества, искренности и нежности. Травмирующее, мучительное, но разве приглашение посетить ад сулит радость?
В. Козлов, кандидат искусствоведения, из статьи «Неизвестное кино молодых»:
Фильм «Нога» режиссёра Н. Тягунова, на мой взгляд, одна из самых значительных среди многих интересных лент молодых кинематографистов. ⟨…⟩ Редкая, но какая продуктивная инвестиция американской культуры в российскую. Однако драматургия фильма достаточно оригинальна, чтобы говорить об экранизации. Это самостоятельная трактовка современной трагедии мальчиков, побывавших в мирные годы на войне.
Фильм смотреть тоже трудно. Вообще, смотреть нерепертуарные ленты, — значит, быть в сотворчестве с авторами.
Киновед Ирина Шилова. Просмотрены и забыты. Новая газета (6 февраля 2006). Дата обращения: 22 июня 2009.
С первых же секунд, еще на титрах, возникло странное физическое ощущение: словно бы тебя берут в полон, выдернув из реальных обстоятельств, а захватив, заставляют пережить то мгновения счастья, то ужаса, то душевного паралича, когда, как во сне, ты бессилен что-либо совершить по своей воле. 
Потрясение, испытанное после просмотра, сохраняется по сегодня. И хоть Надя Кожушаная ярилась после просмотра — ведь это было её детище, а своё сценарист всегда видит чуть (или совсем) иначе, чем режиссёр, пожалуй, единственный раз я увидела художников одной крови. И быть может, продлись их сотрудничество, они успели бы сказать людям еще много доброго и много горькой правды. И не впадало бы наше кино то в морок «чернухи», то в экстаз утешительства или развлекательности, а поспевало бы оставаться частью культуры, всегда озабоченной судьбой человека.
Андрей Плахов, кинокритик и киновед, Новейшая история отечественного кино. 1986—2000. Кино и контекст. Т. III. СПб., «Сеанс», 2001
Точность каждого режиссёрского движения в хрупком и нервном пространстве — всё свидетельствовало о том, что Н. Тягунов предчувствовал: Нога — фильм первый и фильм последний. И никакому «Варраве», о котором он мечтал, не бывать. Но и в нём самом, и в его фильме, и в том, что именно он сделал этот фильм, был совершенно ясный Божий промысел. Ни один из «настоящих» режиссёров такого задания свыше не сподобился.
Кирилл Разлогов, киновед, интервью о творчестве Кожушаной:
«Картина-легенда, картина-открытие. Открытие тематики, конфликтов нового времени. Безусловно, памятник и режиссёру, сценаристу и актёру. Картина уникальная».

## Призы и награды
- 1991 г. — МКФ фильмов для молодежи в Потсдаме, главный приз (Никита Тягунов)
- Лауреат и призёр фестивалей в Финляндии и Испании
- Спец-приз на фестивалях в Киеве и Москве
- Спец-приз в Карловых Варах
- 1991 г. — КФ «Молодость», дебют (Иван Охлобыстин)
- 1992 г. — КФ «Кинотавр», приз за лучшую мужскую роль в конкурсе «Фильмы для избранных» (Иван Охлобыстин)
- 1992 г. — КФ «Дебют» в Москве, приз «За высокое художественное мастерство и любовь к кино» (Никита Тягунов)
- 1992 г. — Премия «Золотой Овен» в номинации «Открытие года», с формулировкой «За постоянство высокого художественного уровня» (Надежда Кожушаная)
- 1993 г. — Статья «Я — пас» Надежды Кожушаной, о фильме и об афганской войне, в журнале Искусство кино, 1993, № 5, была названа лучшей публикацией номера.

## Публикации
- Полная версия сценария фильма «Нога», статьи «Я — пас», «Про Ванечку» — собрание сочинений Надежды Кожушаной «Зеркало для героя» в двух томах, том второй «Простое число», Центр культуры и просвещения «СЕАНС», Санкт-Петербург, 2017 г.
- Сценарий фильма «Нога» (неполный) — Надежда Кожушаная «ПРОРВА и другие киносценирии», Санкт-Петербург, 2007 год, издательства «Сеанс» и «Амфора», серия «Библиотека кинодраматурга».
- Статья «Я — пас» Надежды Кожушаной, о фильме и об афганской войне, там же (книга «„Прорва“ и другие киносценирии»), а также в журнале «Искусство кино», 1993, № 5.
- Статья Надежды Кожушаной «Про Ванечку» (об Иване Охлобыстине), Журнал «Экран» № 4, 1992 год.